# Arne Brustad
Arne Brustad (14. dubna 1912 – 22. srpna 1987) byl norský fotbalista, který hrál na pozici levého křídla za klub FK Lyn z Oslo. Vyhrál s ním Norský fotbalový pohár v letech 1945 a 1946. Reprezentoval na olympiádě v Berlíně 1936, kde vstřelil pět branek (byl třetím nejlepším střelcem turnaje) a pomohl svému týmu k zisku bronzových medailí. Startoval také na mistrovství světa ve fotbale 1938 ve Francii, kde vstřelil jediný gól Norů v zápase prvního kola proti Itálii, který Norsko prohrálo po prodloužení 1:2. Těsně před koncem zaznamenal ještě jednu branku, ale ta nebyla uznána pro údajné postavení mimo hru. Byl nominován do výběru Evropy, který nastoupil 26. října 1938 na Arsenal Stadium proti Anglii a prohrál 0:3.